# Anemone bracteata
Anemone bracteata är en ranunkelväxtart som först beskrevs av William Henry Harvey och Alexander Zahlbruckner, och fick sitt nu gällande namn av John Charles Manning och Goldblatt. Anemone bracteata ingår i släktet sippor, och familjen ranunkelväxter. Inga underarter finns listade i Catalogue of Life.